# Sukhuma
Sukhuma hay Soukhoumma là một huyện (muang, mường) thuộc tỉnh Champasack ở hạ Lào .